# .su
.su foi designado como domínio de topo para a União Soviética em 19 de Setembro de 1990. Porém, 15 meses depois a União Soviética foi extinta. Mesmo assim, o domínio está ativo até hoje. Ele é administrado pelo Russian Institute for Development of Public Networks.
Em 2001 os responsáveis pelo domínio anunciaram que iriam aceitar novos registros .su, mas não está claro se isso é compatível com as políticas do ICANN. Esta expressou suas intenções de desativar os domínios .su e o IANA anunciou que o domínio estaria iniciando o processo de desativação, mas os donos do domínio anunciaram em Setembro de 2007 que estariam negociando com a ICANN para manter o domínio funcionando.
A entidade responsável pelo ccTLD .su iniciou um processo de diminuição na divulgação de registros sob o .su, para um futuro desligamento da zona DNS, já que a Rússia recebeu do ICANN o ccTLD IDN .РФ escrito na língua Russa.